# Johannes de Doperkerk (Eygelshoven)
De Johannes de Doperkerk is een kerkgebouw in Eygelshoven in de gemeente Kerkrade in de Nederlandse provincie Limburg. De kerk staat op de T-splitsing waar de Portbeemden splitst in de Sint Hubertusstraat en de Sint Janstraat op ongeveer 225 meter ten oosten van de oude Johannes de Doperkerk: het Kleine Kerkje. Naast de kerk staan een Heilig Hartbeeld uit 1930 en een Sint-Barbarabeeld uit 1952.
De kerk is gewijd aan Johannes de Doper.

## Geschiedenis
Met de uitbreiding van Eygelshoven als gevolg van de steenkoolmijnen Laura en Julia werd de oude Johannes de Doperkerk (het Kleine Kerkje) op de kerkberg te klein en kwam er behoefte aan een grotere kerk.
In 1920 startte de bouw van de nieuwe kerk naar het ontwerp van Alphons Boosten en Jos Ritzen uit Maastricht.
In 1922 was de nieuwe kerk voltooid.
Sinds 2001 is de kerk een rijksmonument.

## Beschrijving gebouw
Het mergelstenen kerkgebouw is een brede kruiskerk in expressionistische stijl en bestaat uit een schip met drie traveeën, twee dwarsbeuken, een halfrond koor en toren op de zuidelijke kruisarm. De plint is uitgevoerd in Nievelsteiner zandsteen, hogere delen in Maastrichter tufkrijt, rode baksteen en beton.
In de topgevel bevindt zich een paraboolvormig raam. Zowel de voorgevel als de zijbeuken hebben steunberen met rondboogvensters. De toren heeft een ingesnoerde torenspits met overstek met daar vlak onder op de hoeken galmgaten.
Het middenschip heeft een paraboolvormig tongewelf met gordelbogen.

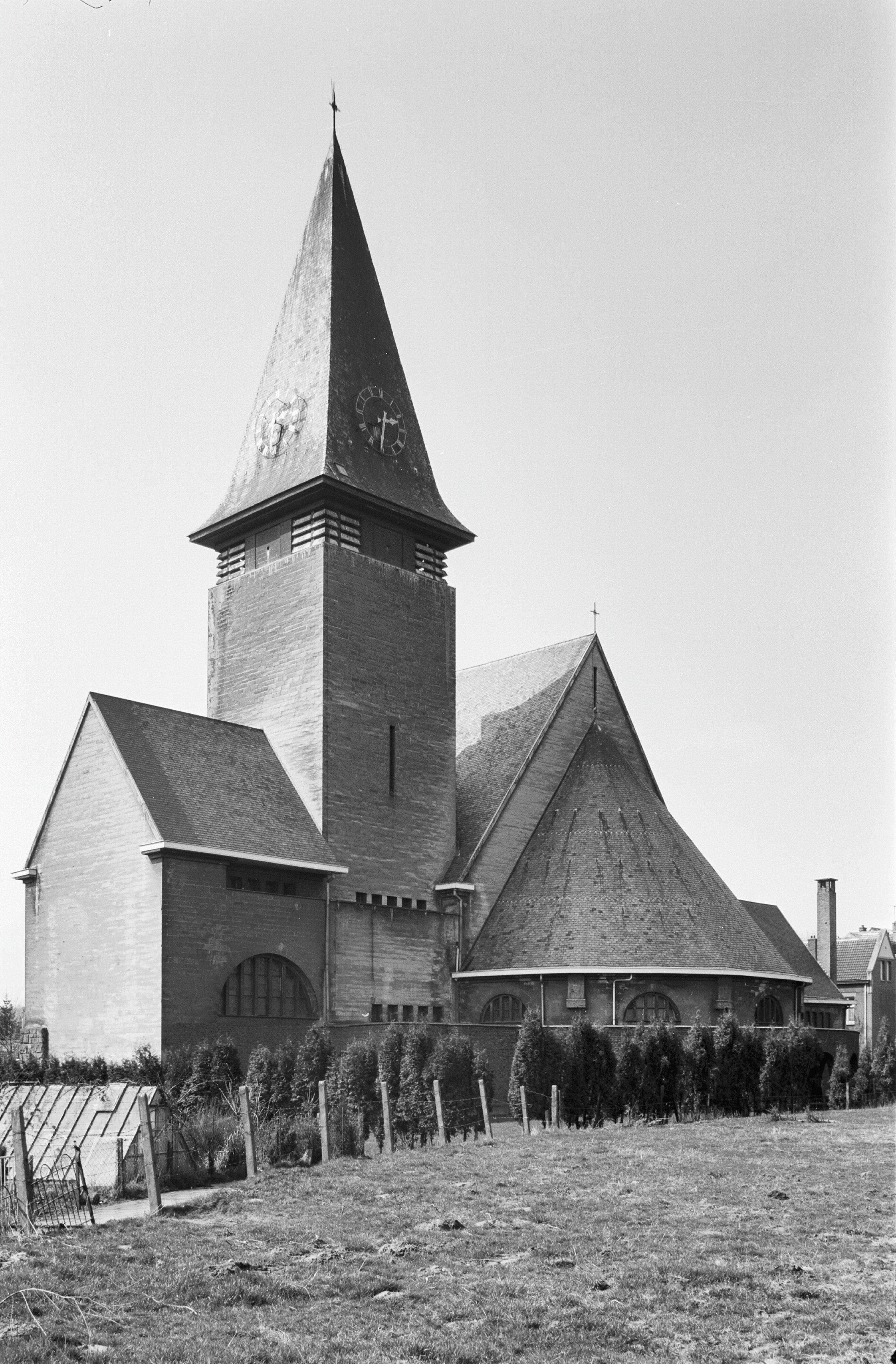
Kerk vanuit het oosten
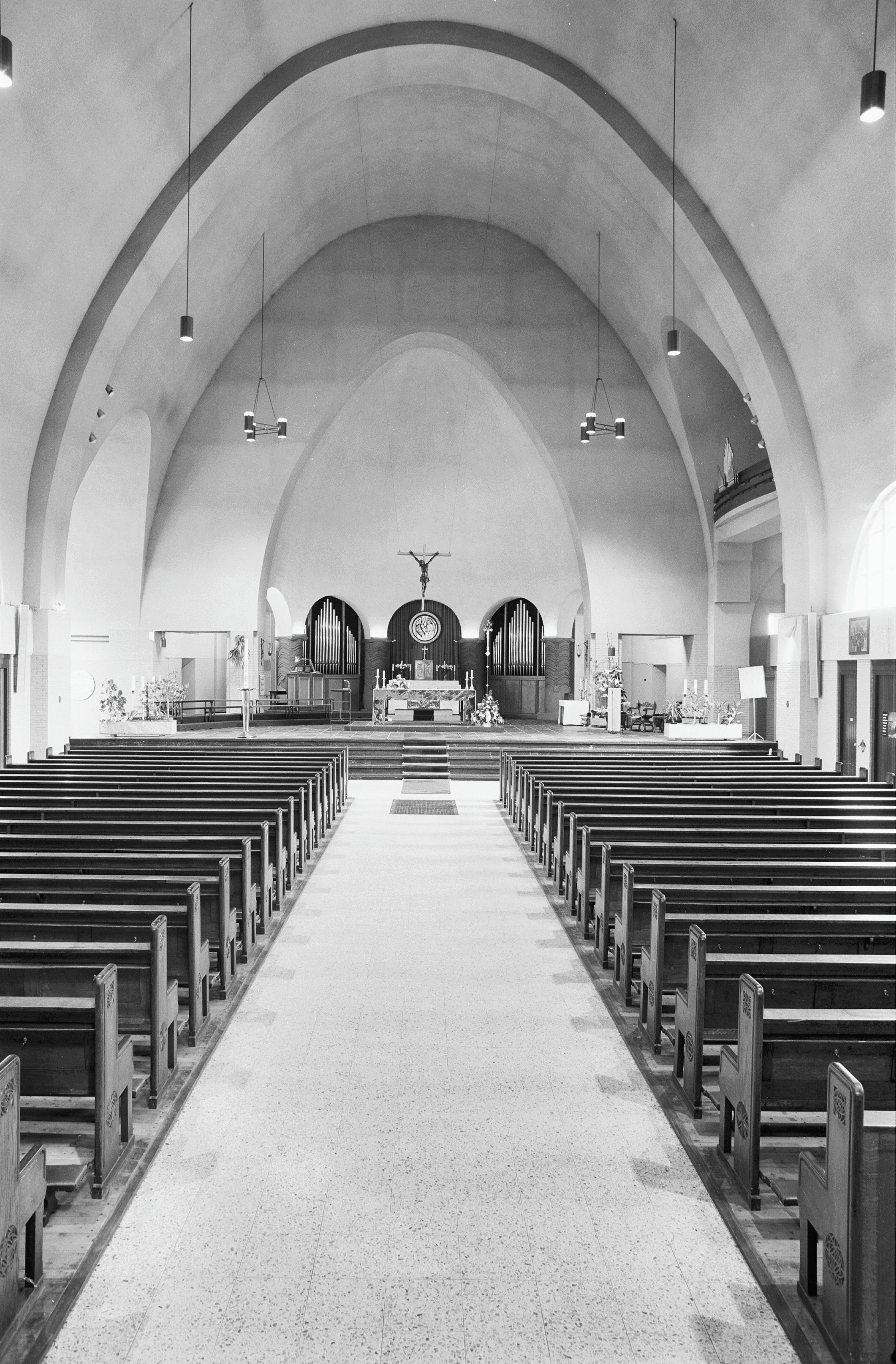
Interieur naar het oosten
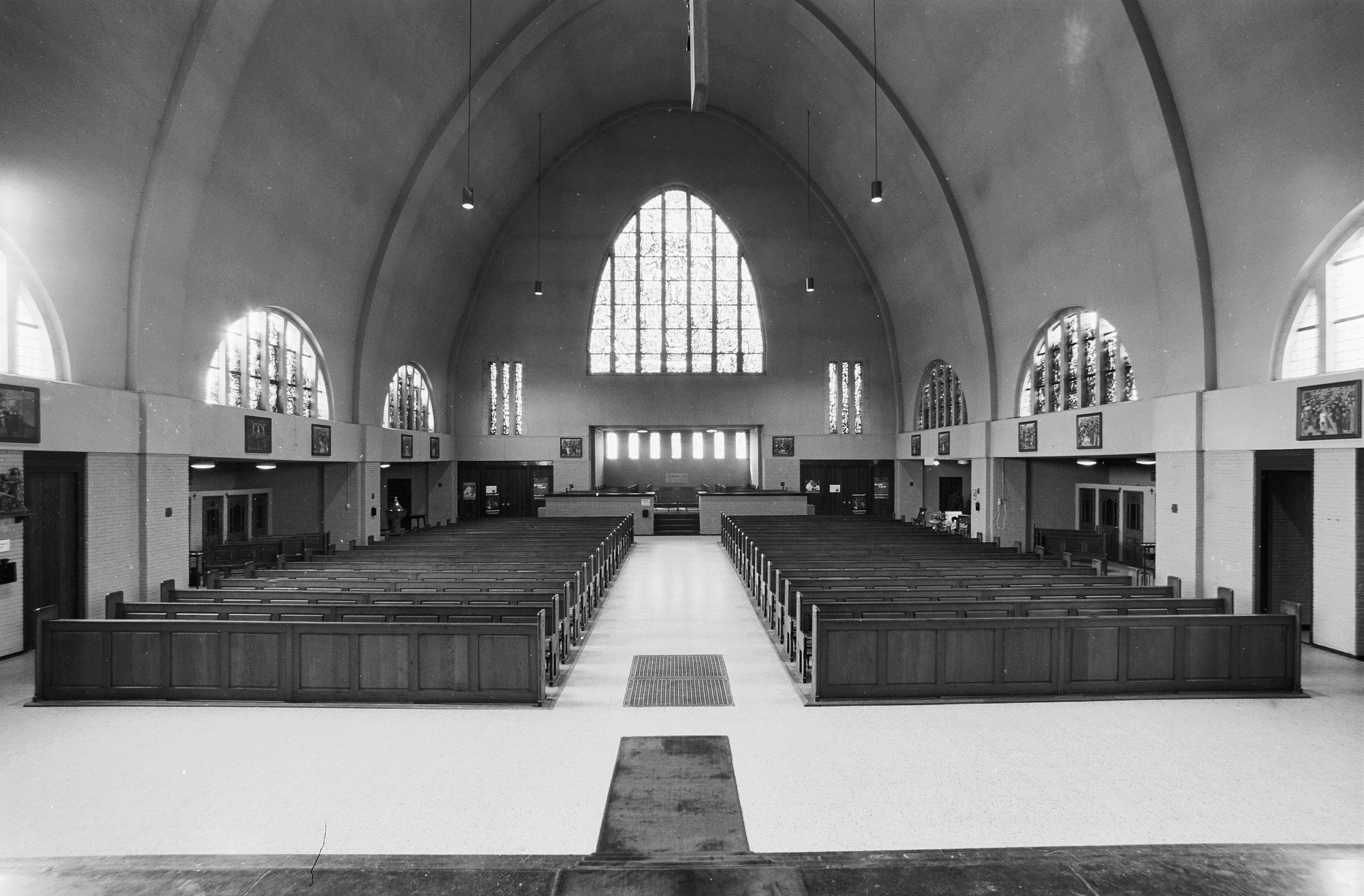
Interieur naar het westen
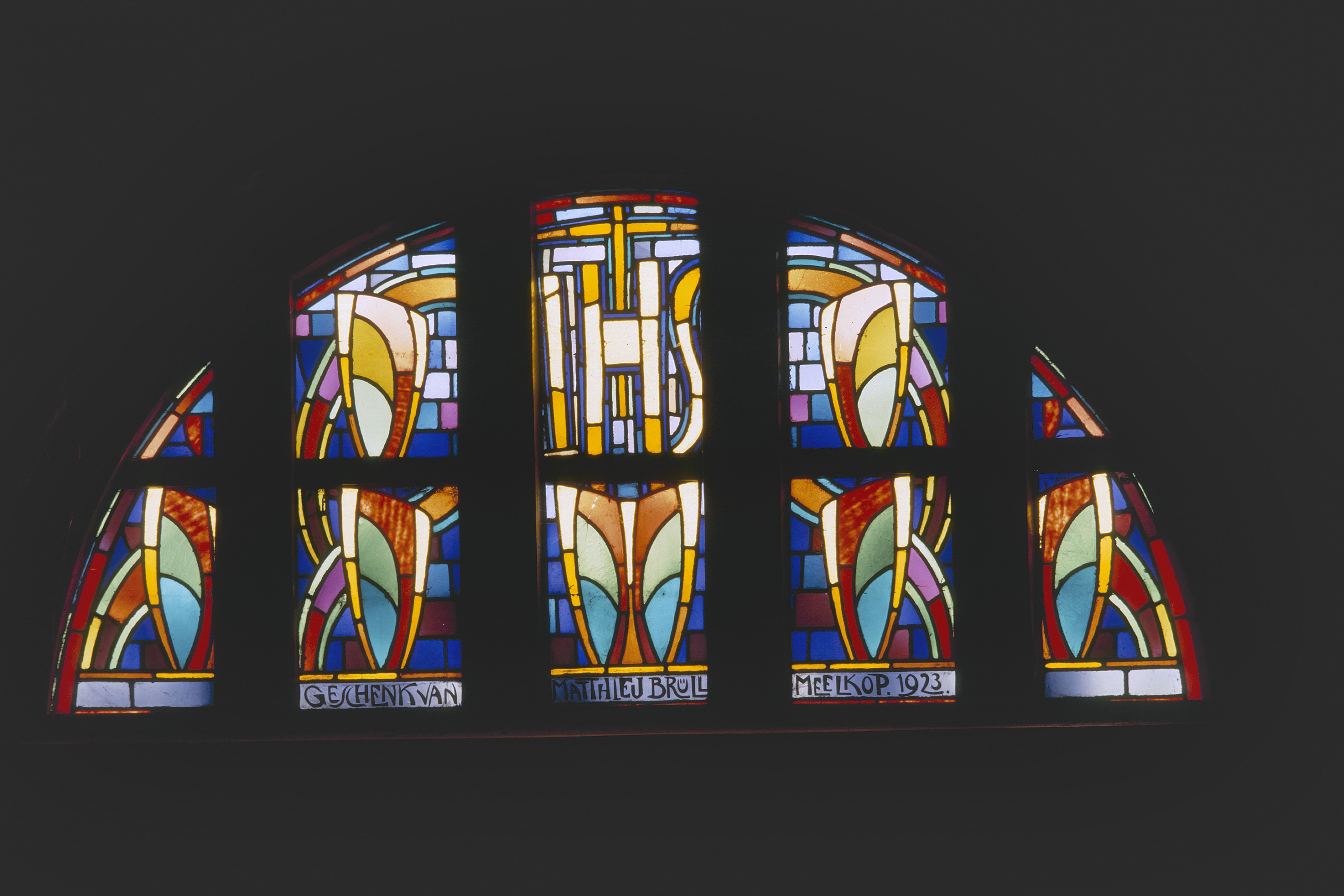
Gebrandschilderd raam